# Maggioriano (magister militum)
Maggioriano (fl. IV secolo) è stato un generale romano, magister militum sotto Teodosio I. 
Era il nonno materno del futuro imperatore Maggioriano.
Era comandante dell'esercito stanziato in Illiria, si sa che ebbe una figlia, di cui il nome rimane ignoto, che sposò un funzionario di nome Donnino da cui ebbe un figlio di nome Maggioriano, in onore al nonno.